# Дубисский, Филипп-Станислав Иосифович
Филипп-Станислав Иосифович Дубисский (пол. Filip Stanisław Dubisski; 23 августа 1860, Волынская губерния — 28 сентября 1919, с. Рыня, Белоруссия) — российский и польский генерал.

## Биография

### Образование
Общее образование получил в Киевской Владимирской военной гимназии.

### Служба

#### В Российской армии
В службу вступил 1 сентября 1879 года юнкером рядового звания во 2-е военное Константиновское училище.
Выпущен в войска подпоручиком 8 августа 1881 года с прикомандированием к лейб-гвардии Волынскому полку. Переведен в лейб-гвардии Волынский полк прапорщиком гвардии (08.08.1881). Подпоручик (30.08.1884). Поручик (08.08.1885). Штабс-капитан (05.04.1892). Капитан (06.12.1896). Переведен в армию в звании подполковника (06.12.1896). Полковник (05.10.1904).
Командир 5-го Западно-Сибирского стрелкового батальона (05.01.1907 — 29.12.1908). Командир 5-го Сибирского стрелкового полка (29.12.1908 — 25.03.1914). Генерал-майор (25.03.1914). Командир 2-й бригады 39-й пехотной дивизии (25.03.1914). Командующий 5-й Кавказской стрелковой дивизией (02.04.1916 — 16.09.1917). Генерал-лейтенант (05.11.1917).

#### В Польской армии
23 декабря 1918 года был принят на службу в Войско Польское в звании генерал-поручика и назначен в офицерский резерв. С января 1919 года, после Великопольского восстания, организовывал 1-ю Великопольскую стрелковую дивизию, которой и командовал. В июне 1919 года принял командование Западным округом польских войск. 12 сентября 1919 года вновь принял командование 1-й Великопольской стрелковой дивизией, которая позднее была переименована в 14-ю пехотную дивизию Великой Польши.
Умер в селе Рыня под Бобруйском на советско-польском фронте. Похоронен на Повязковском кладбище в Варшаве.

## Награды
- Орден Св. Станислава 2-й ст. (1909).
- Орден Св. Анны 2-й ст. (1912).
- Орден Св. Станислава 1-й ст. с мечами (1915).
- Орден Св. Владимира 3-й ст. с мечами (1915).
- Орден Св. Анны 1-й ст. с мечами (1915).